# Hôn nhân cùng giới ở Liechtenstein
Liechtenstein đã công nhận kết hợp dân sự kể từ ngày 1 tháng 9 năm 2011. Một dự luật hợp pháp hóa hôn nhân cùng giới  đã được thông qua vào ngày 16 tháng 5 năm 2024, và có hiệu lực kể từ ngày 1 tháng 1 năm 2025.

## Bạn đời đã đăng ký
Vào ngày 19 tháng 11 năm 2001, thành viên Paul Vogt (đảng Freie Liste) đã đệ trình một sáng kiến bạn đời đã đăng ký tới Landtag, sau một cuộc thảo luận dài và chuyển đến Chính phủ lấy ý kiến. Mục tiêu giảm phân biệt đối xử là không cần bàn cãi; đúng hơn là kiểu công nhận và thời gian so với các nước láng giềng là nguyên nhân để thảo luận. Vào ngày 15 tháng 4 năm 2003, Chính phủ đã công bố quan điểm của mình về vấn đề này; nó so sánh tình hình pháp lý ở Liechtenstein với các nước châu Âu với việc công nhận các cặp cùng giới (ví dụ như Đức vừa giới thiệu quan hệ bạn đời đã đăng ký), nhưng với cả nước láng giềng Áo và Thụy Sĩ, không có pháp lý công nhận các cặp cùng giới vào thời điểm đó. Vì Chính phủ không thấy nhu cầu cấp bách và ưu tiên chờ đợi sự phát triển ở Áo và đặc biệt là Thụy Sĩ, nên đã từ chối. Vào ngày 14 tháng 5 năm 2003, Landtag đã thảo luận và từ chối sáng kiến này.
Vào ngày 17 tháng 9 năm 2007, Ân xá Quốc tế Liechtenstein đã gửi đơn thỉnh cầu kêu gọi sự công nhận hợp pháp của các cặp cùng giới. Một kiến nghị tiếp theo được đưa ra bởi đảng Freie Liste trong Landtag yêu cầu Chính phủ đưa ra luật bạn đời đã đăng ký tương tự như Thụy Sĩ được thông qua vào ngày 24 tháng 10 năm 2007 với 19 đại diện bỏ phiếu ủng hộ và 6 phiếu chống.
| Đảng                        | Phiếu ủng hộ | Phiếu phản đối                                            |
| --------------------------- | --- | --------------------------------------------------------- |
| Đảng công dân tiến bộ G a   | 10 - Alois Beck - Josy Biedermann - Markus Büchel - Doris Frommelt - Johannes Kaiser - Elmar Kindle - Peter Lampert - Wendelin Lampert - Klaus Wanger - Renate Wohlwend | 2 - Franz J. Heeb - Rudolf Lampert                        |
| Đảng Liên minh yêu nước G a | 6 - Marlies Amann-Marxer - Rony Bargetze - Arthur Brunhart - Henrik Caduff - Ivo Klein - Gebhard Negele                                                                 | 4 - Doris Beck - Jürgen Beck - Günther Kranz - Heinz Vogt |
| Đảng Freie Liste            | 3 - Pepo Frick - Andrea Matt - Paul Vogt | -                                                         |
| Tổng cộng                   | 19 | 6                                                         |

a. Một phần của Liên minh FBP-VU dưới Thủ tướng Otmar Hasler.
Vào tháng 12 năm 2009, Bộ trưởng Bộ Tư pháp Aurelia Frick tuyên bố rằng cô sẽ trình bày dự thảo dự luật bạn đời đã đăng ký vào tháng 1 năm 2010. Dự thảo được trình bày vào tháng 4 năm 2010. Sau khi thời gian tham vấn cho dự luật kết thúc vào ngày 16 tháng 7, một vài mục đã được sửa đổi do kết quả của cuộc thảo luận. Luật được mô tả là rất giống với luật Áo được thông qua vào mùa thu năm 2009. Vào tháng 8 năm 2010, Hoàng tử nhiếp chính, Alois đã tuyên bố ủng hộ dự luật này. Vào ngày 23 tháng 11 năm 2010, Chính phủ đã xây dựng phiên bản cuối cùng của dự luật, đã được Quốc hội phê chuẩn trong lần đọc đầu tiên vào ngày 16 tháng 12 năm 2010. Nó đã được thông qua trong lần đọc thứ hai vào ngày 16 tháng 3 năm 2011 và được xuất bản vào ngày 21 tháng 3 cùng năm.
| Đảng                        | Phiếu ủng hộ | Vắng mặt/Không có mặt (Không bỏ phiếu)         |
| --------------------------- | --- | ---------------------------------------------- |
| Đảng Liên minh yêu nước G a | 10 - Marlies Amann-Marxer - Doris Beck - Gisela Biedermann - Arthur Brunhart - Peter Büchel - Diana Hilti - Peter Hilti - Werner Kranz - Gebhard Negele - Dominik Oehrib        | 3 - Jürgen Beck - Harry Quaderer - Thomas Vogt |
| Đảng công dân tiến bộ G a   | 10 - Christian Batliner - Manfred Batliner - Gerold Büchel - Albert Frick - Doris Frommelt - Rainer Gopp - Johannes Kaiser - Peter Lampert - Wendelin Lampert - Renate Wohlwend | 1 - Elmar Kindle                               |
| Đảng Freie Liste            | 1 - Pepo Frick | -                                              |
| Tổng cộng                   | 21 | 4                                              |

a. Một phần của Liên minh VU-FBP dưới thời Thủ tướng Klaus Tschütscher.
b. Phục vụ như một phó thay thế cho Günther Kranz trong phiên buổi chiều.

### Trưng cầu dân ý
Một nhóm có tên Vox Populi (Tiếng nói của người dân) tuyên bố ý định buộc trưng cầu dân ý về vấn đề này. Theo Hiến pháp, tổ chức đã có đến ngày 21 tháng 4 (30 ngày) để thu thập ít nhất 1.000 chữ ký. Khi các chữ ký cần thiết được thu thập (1.208 chữ ký hợp lệ), một cuộc trưng cầu dân ý đã được tổ chức từ ngày 17 đến ngày 19 tháng 6 năm 2011. Luật đối tác đã đăng ký đã được phê duyệt bởi 68,8 phần trăm những người đã bỏ phiếu và do đó có hiệu lực vào ngày 1 tháng 9 năm 2011.

### Tên gia đình
Năm 2016, Chính phủ cải cách luật gia đình. Các bạn đời đã đăng ký hiện được phép có một tên chung của gia đình; tuy nhiên, nó được gọi đơn giản là "tên" trái ngược với "tên gia đình" đối với các cặp vợ chồng, do đó giữ một sự khác biệt. Cải cách đã được thảo luận trong Landtag vào ngày 4 tháng 3 năm 2016 trong lần đọc đầu tiên và đã được phê duyệt trong lần đọc thứ hai và cuối cùng vào ngày 31 tháng 8 năm 2016. Nó được xuất bản trong công báo chính thức vào ngày 3 tháng 11 năm 2016 và có hiệu lực vào ngày 1 tháng 1 năm 2017.
| Đảng                        | Phiếu ủng hộ |
| --------------------------- | --- |
| Đảng công dân tiến bộ G a   | 10 - Christian Batliner - Manfred Batliner - Alois Beck - Albert Frick - Rainer Gopp - Elfried Hasler - Johannes Kaiser - Wendelin Lampert - Eugen Nägele - Christine Wohlwend |
| Đảng Liên minh yêu nước G a | 8 - Peter Büchel - Manfred Kaufmannb - Frank Konrad - Violanda Lanter-Koller - Judith Oehri - Karin Rüdisser-Quaderer - Thomas Vogt - Christoph Wenaweser                      |
| Độc lập                     | 4 - Herbert Elkuch - Harry Quaderer - Pio Schurti - Peter Wachterc |
| Đảng Freie Liste            | 3 - Helen Konzett Bargetze - Thomas Lageder - Patrick Rischd |
| Tổng cộng                   | 25 |

a. Một phần của Liên minh FBP-VU dưới thời Thủ tướng Adrian Hasler.
b. Đã từng là phó giám đốc thay thế cho Christoph Beck.
c. Đã từng là phó giám đốc thay thế cho Erich Hasler.
d. Đã từng là phó tướng thay thế cho Wolfgang Marxer.

### Số liệu thống kê
11 quan hệ bạn đời đã đăng ký đã được thực hiện trong hai năm đầu tiên, sau khi luật có hiệu lực. 8 là các cặp nam và 3 là các cặp nữ. Con số này chiếm 2,7% tổng số kết hợp dân sự trong hai năm đó.

## Hôn nhân cùng giới
Vào tháng 6 năm 2017, Bộ trưởng Tư pháp Aurelia Frick cho biết cô đã cởi mở với một cuộc tranh luận công khai về việc hợp pháp hóa hôn nhân cùng giới. Nghị sĩ Daniel Seger (Đảng Công dân tiến bộ), người giúp soạn thảo luật hợp tác, hoan nghênh việc hợp pháp hóa hôn nhân cùng giới ở Đức và hy vọng Liechtenstein sẽ làm theo.